# Mezio Agostini
Mezio Agostini (Fano, Marques, 12 d'agost, 1875 - Idem. 22 d'abril, 1944), va ser un compositor, director d'orquestra i professor de música italià.

## Biografia
Formació

Mezio Agostini va rebre inicialment lliçons del seu pare. De 1885 a 1893 va estudiar al Liceo Rossini, més tard al Conservatorio Statale di Musica Gioachino Rossini de Pesaro. Va completar els seus estudis de piano amb el pianista Mario Vitali l'any 1893 amb un diploma. Va rebre un altre diploma de composició el 1894 després d'estudiar amb Carlo Pedrotti (1817–1893) i Arturo Vanbianchi (1862–1942).

## Activitat artística i educativa
Entre 1894 i 1900 va treballar com a director de teatre en diversos teatres italians i estrangers. El 1900, Pietro Mascagni el va nomenar professor d'harmonia al Liceo Rossini de Pesaro. El 1909 va succeir Ermanno Wolf-Ferrari com a director i primer professor de composició al Liceo Benedetto Marcello, més tard al Conservatori Benedetto Marcello de Venècia. Va ocupar aquest càrrec fins al 1940. El 1905 va dirigir l'estrena de l'òpera Giovanni Gallurese, d'Italo Montemezzi al Teatro Grande de Brescia. L'any 1910 va dirigir la reactivació de l'òpera La cambiale di matrimonio al Teatre La Fenice de Venècia. En moltes ocasions, especialment en els anys posteriors a la Primera Guerra Mundial, va dirigir concerts simfònics a Venècia i altres ciutats. Va fer concerts com a pianista, va interpretar les seves pròpies obres, entre altres coses, i va tocar música de cambra amb el violinista Mario Corti (1882–1957) i el violoncel·lista Gilberto Crepax (1890–1970).

## Obres (selecció)
Agostini va compondre música orquestral, de cambra, piano i orgue, així com algunes òperes.
Obres escèniques

- Jovo e Maria, òpera en dos actes. Llibret: A. Pizzagalli, basat en un tema montenegrí. L'obra va ser escrita el 1896 i dedicada a les noces de Víctor Manuel, príncep de Nàpols i Elena de Montenegro. Però no figurava.[1]
- Il cavaliere del sogno, llegenda lírica en un acte, llibret: G. Margaroni-Brancuti i A. Saviotti.[Còpia digital 1] L'estrena va tenir lloc el 24 de febrer de 1897 al Teatro della Fortuna de Fano. Els intèrprets a l'estrena van ser: Il castellano, Ezio Fucili; Gisella, la seva filla, Teresina Chelotti (1861–1927, soprano); Il cavaliere del sogno, Oreste Ponzi; Rutlando, el seu escuder, Davide Carnevali (baríton)
- La penna d'Airone, òpera en un acte. Llibret: Alfredo Saviotti, 1898
- Alcibiade, òpera en tres actes. Llibret: Francesco Vatielli (1877–1946). Felice Cavallotti (1842–1898), 1902
- America, també Hail Columbia. Llibret: Carlo Zangarini (1874–1943) basat en una llegenda de Henry Wadsworth Longfellow, 1904
- L'ombra, òpera en tres actes. Llibret: Luigi Orsini (1873–1954), basat en una novel·la d'Antonio Beltramelli (1874–1930), 1907
- L’agnello del sogno, 1928
- La figlia del navarca, òpera seria en tres actes Llibret: Luigi Orsini. L'estrena va tenir lloc el 3 de setembre de 1938 al Teatro della Fortuna de Fano.[5]

Música coral

- Cors per a quatre veus mixtes op. 45, dedicat a Vittorio Veneziani, OCLC 89868431 OCLC 898684317
  - Natale op. 45 núm. 1 Text: Alfredo Galletti (1872–1962)
  - Maggiolata op 45 núm. 2 Text: Giosuè Carducci (1835–1907)
  - Meriggio Alpino op 45 núm. 3 Text: Giosuè Carducci
  - Bacco domanda un bicchiere op 45 núm. 4 Text: de Bacco in Toscana de Francesco Redi
- Inno alla mutualità scolastica, per a cor infantil unànime amb acompanyament de piano, text: Maria Pezze’ Pascolato (1869–1933)

Música de cambra

- Trio amb piano en fa major op. 17, imprès per C. Schmidl & C., Leipzig, 1911, OCLC 936904388. L'any 1904 l'obra va guanyar el primer premi en un concurs de composició organitzat per la revista Musica di Parigi. Entre els jurats hi havia Claude Debussy i Paul Dukas.[1]
  - Quartet de corda núm. 2, op. 37, imprès per Mario Gasparini a Venècia el 1923[6]
    - I. Allegro un po sostenuto
    - II. troppo ed espressivo
    - III. Scherzo
    - IV. Finale
- Sonata per a violí i piano op. 46, impresa per Pizzi a Bolonya, 1922 OCLC 936480820 Bongiovanni, Bolonya, 1922 OCLC 206468559
  - Tres composicions per a violoncel i piano op 48, impreses per Pelissier a Roma OCLC 1040716086
    - I Dolce canto
    - II Serenata
    - III Arlecchino imnamorato

Música de piano

- Composicions per a piano, impreses l'any 1912 per Carisch & Jänichen, Milà.
  - Ballata, Ugo Bassani (1851–1914) dedicat, Carisch & Jänichen, Milà. OCLC 659167136
  - Impressioni, acht Klavierstücke
    - I. Berceuse
    - II. Crepusculo
    - III. Abbandono, Carisch & Jänichen, Milà, 1912
    - IV. Raccontando
    - V. Rimpianti, Carisch & Jänichen, Milà, 1912 OCLC 659167114
    - VI. Semplicità
    - VII. Sognando, Carisch & Jänichen, Milà, 1912 OCLC 659167126
    - VIII. Mazurka insinuante

  - Imprompu
  - Mazurka Nr. 2
  - Mazurka Nr. 3 in e-Moll
  - Mazurka Nr. 4 in D
  - Notturno, Adriano Adriani dedicat, Carisch & Jänichen, Milà OCLC 659167146
  - Scherzo, Mario Vitali dedicat, Carisch & Jänichen, Milà, 1912 OCLC 659167156
  - Valse Nr. 1 in G
  - Valse Nr. 2 in f-Moll
  - Valse caprice
- Bordeggiando, Barcarole für Klavier, imprès a Casa Editrice Musicale Italiana, 1913
- Coccodè!, Pezzo caratteristico [Peça de personatge] per a piano op 12 impresa a la Casa Editrice Musicale Italiana, Breitkopf & Haertel, MilàOCLC 1298785573
- Al Telajo, imprès a Torí, 1921

Música d'orgue

- Preludio en re bemoll major per a orgue, dedicat a Vincenzo Petrali, publicat el 1911 per Giudici & Strada a Milà[7] OCLC 898729204
- Preghiera [Oració] per a orgue en re bemoll major, impresa per Guglielmo Zanibon, Pàdua, composta el 1941 OCLC 964199265

Música vocal
- La serenata, per a veu i piano, text: Vittoria Aganoor (1855–1910), impresa per Pélissier a Roma el 1932 OCLC 1270895891